# Orange County Stunners 2021
Questa voce raccoglie le informazioni riguardanti gli Orange County Stunners nelle competizioni ufficiali della stagione 2021.

## Stagione
Gli Orange County Stunners partecipano al loro terzo campionato NVA, classificandosi al terzo posto nella National Conference, prima di aggiudicarsi il titolo nazionale ai play-off scudetto, sconfiggendo in finale i Las Vegas Ramblers.

## Organigramma societario
Area direttiva
- Presidente: ?

Area tecnica
- Allenatore: Daryl Adams

## Rosa
| N° | Nome                | Ruolo | Data di nascita  | Nazionalità sportiva |
| -- | ------------------- | ----- | ---------------- | -------------------- |
| 1  | Jake Hurwitz        | L     | -                | Stati Uniti          |
| 3  | Shayne Beamer       | C     | 1º maggio 1995   | Stati Uniti          |
| 4  | Joshua Ayzenberg    | L     | 3 luglio 1996    | Stati Uniti          |
| 6  | Corey Chavers       | S     | 17 gennaio 1997  | Stati Uniti          |
| 7  | Jared Jarvis        | S     | 22 dicembre 1995 | Canada               |
| 9  | Nicholas West       | C     | 9 ottobre 1991   | Stati Uniti          |
| 10 | Dillon Emery        | O     | -                | Stati Uniti          |
| 11 | Spencer Andrews     | P     | 30 luglio 1996   | Stati Uniti          |
| 12 | Kevin Gear          | C     | 6 dicembre 1994  | Stati Uniti          |
| 14 | Jose Anguizola      | S     | 28 agosto 2000   | Panama               |
| 15 | Jair Santiago       | O     | 24 agosto 1995   | Porto Rico           |
| 18 | Matthew Hilling     | S     | 21 maggio 1993   | Stati Uniti          |
| 20 | Joshua Nehls        | S     | -                | Stati Uniti          |
| 22 | Nicholas Amado      | C     | 25 gennaio 1995  | Stati Uniti          |
| 25 | Roberto Ramírez     | P     | 29 gennaio 1992  | Porto Rico           |
| 43 | Nikola Dimitrijevic | P     | 26 marzo 1996    | Canada               |

## Statistiche

### Statistiche di squadra
| Competizione | Punti | In casa | In casa | In casa | In trasferta | In trasferta | In trasferta | Totale | Totale | Totale |
| Competizione | Punti | G       | V       | P       | G            | V            | P            | G      | V      | P      |
| ------------ | ----- | ------- | ------- | ------- | ------------ | ------------ | ------------ | ------ | ------ | ------ |
| NVA          | 15    | 0       | 0       | 0       | 0            | 0            | 0            | 12     | 8      | 4      |
| Totale       | -     | 0       | 0       | 0       | 0            | 0            | 0            | 12     | 8      | 4      |

G = partite giocate; V = partite vinte; P = partite perse